# Pierre Le Gros l'aîné
Pour les articles homonymes, voir Pierre Le Gros et Gros.
Pierre Le Gros, dit l'aîné, né le 27 mai 1629 à Chartres et mort le 10 mai 1714 à Paris, est un sculpteur français.
Il est connu pour la réalisation de plusieurs sculptures destinées au château de Versailles, principalement d'après des dessins de Charles Le Brun ou en collaboration avec le fondeur Jean-Balthazar Keller. Le Gros, faisait partie des sculpteurs attachés aux Bâtiments du roi. Son fils Pierre Le Gros le jeune (1666-1719) fut également sculpteur et fit carrière à Rome.

## Biographie
Pierre le Gros l'aîné est né le 27 mai 1629 à Chartres. Ses parents, Lubin le Gros (né vers 1595) et Françoise Conflans (née vers 1605), y étaient installés comme épiciers. En 1663, il épouse en premières noces Jeanne de Marsy, sœur des sculpteurs Gaspard et Balthazar de Marsy. En 1666, il est reçu à Académie royale de peinture et de sculpture et réalise de nombreuses œuvres pour le château de Versailles et ses jardins comprenant des statues en bronze ou en marbre, des bas-reliefs, des fontaines. C'est également cette même année que nait Pierre Le Gros le jeune (12 avril 1666). Le couple eut deux enfants. En 1668, son épouse meurt. Le 9 avril 1669, il épouse en secondes noces la fille du graveur Jean Lepautre, Marie Lepaultre. Le couple eut trois enfants dont le peintre Jean Le Gros et le musicien Simon Legros. Pierre le Gros meurt à Paris chez les De Marsy, rue Saint-Marc, le 11 mai 1714.

## Œuvres dans les collections publiques
Aux États-Unis
- Norfolk, Chrysler Museum of Art : Hiver ou Automne, buste en marbre.
- Washington, National Gallery of Art : fontaine Le Chérubin jouant de la lyre, provenant du château de Versailles, déposée au milieu du XVIIIe siècle.

En France
- Chartres, clôture de chœur de la cathédrale Notre-Dame : scène de la Guérison de l'aveugle-né (n°20), groupe posé le 5 juin 1683[3].
- Paris, porte Saint-Martin : La Prise du Limbourg en 1675, une femme assise près d'un lion couché.
- Versailles, château de Versailles :
  - allée d'Eau : vasques et Bain des Nymphes ;
  - parterre d'eau : L'Eau, un des « quatre éléments » de la Grande Commande pour les jardins de Versailles ;

Œuvres de Pierre le Gros l'aîné aux jardins de Versailles
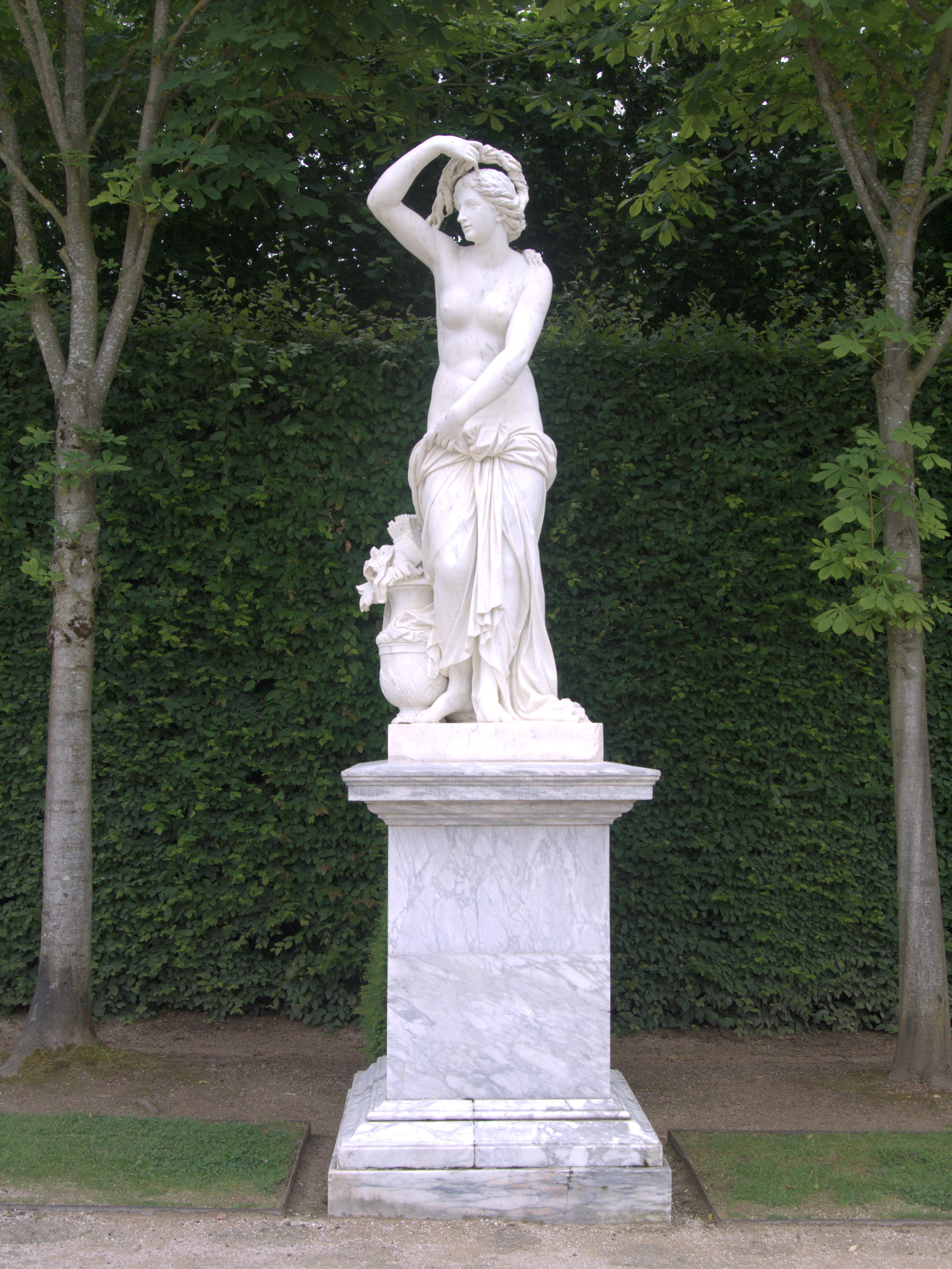
Vénus sortant de l'onde dite Vénus Richelieu (1685-1689)
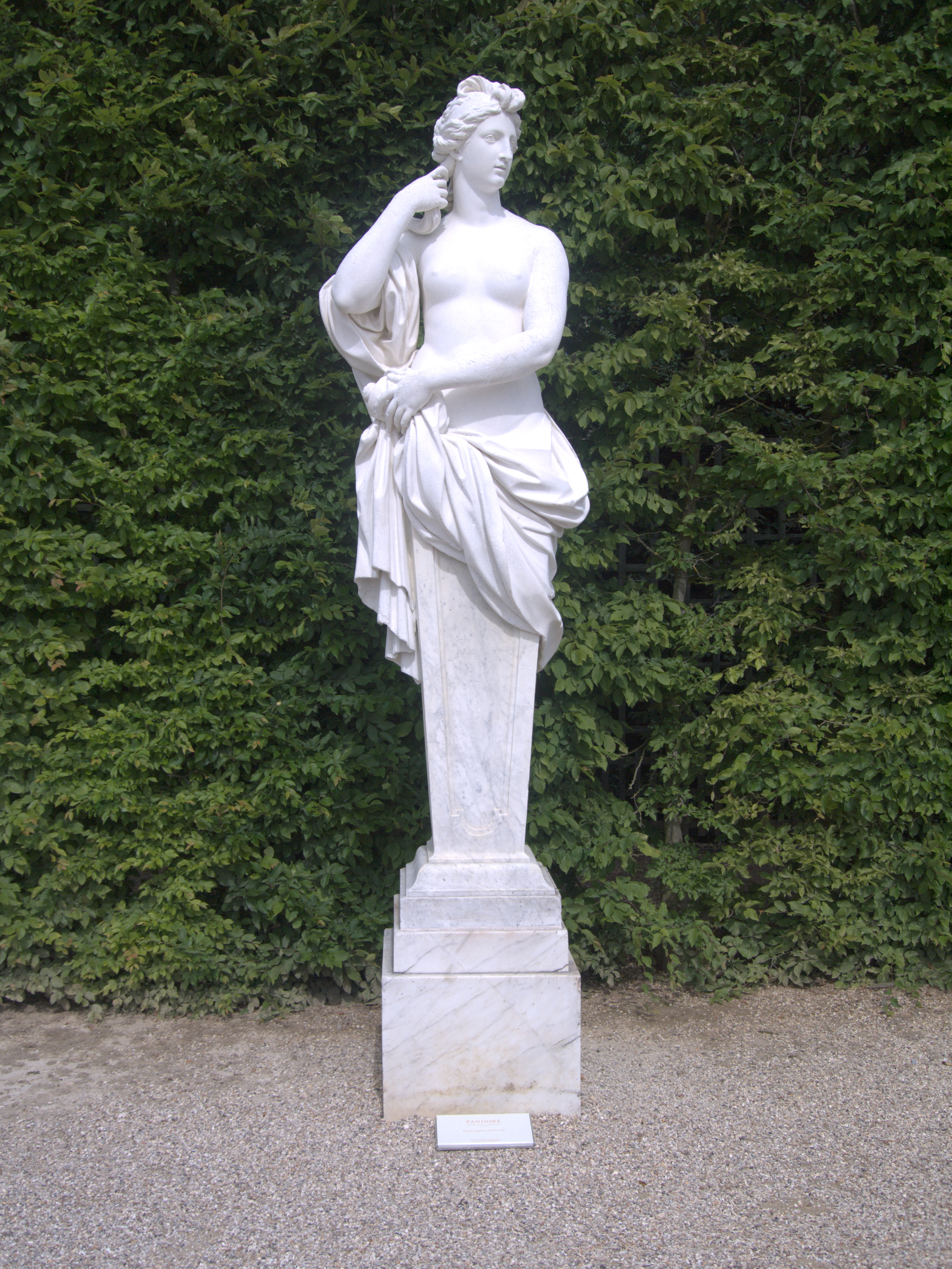
Pandore (1685-1686)
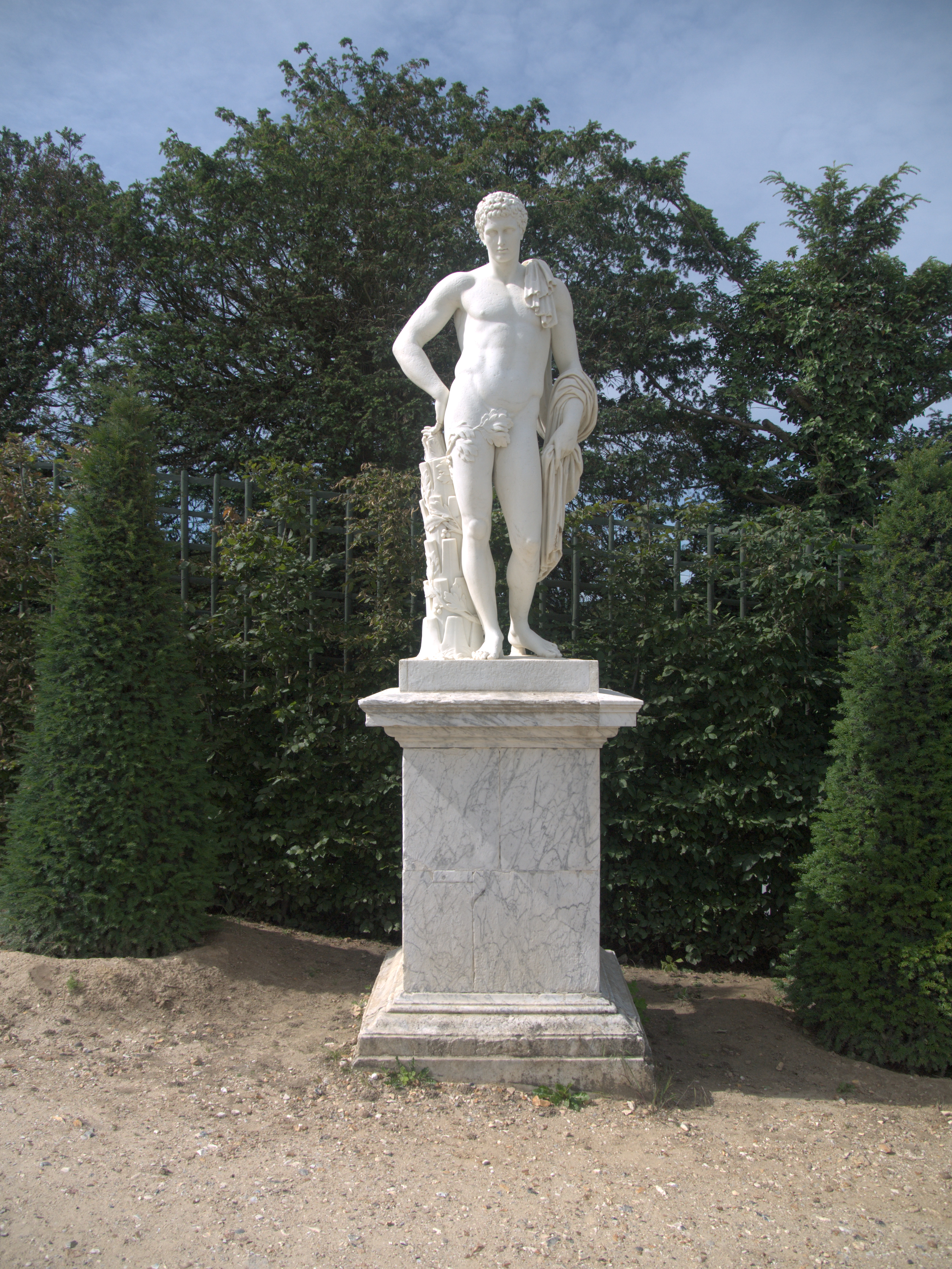
Antinoüs du Belvédère (1686)

Œuvres attribuées à Pierre le Gros l'ancien, Paris, musée du Louvre
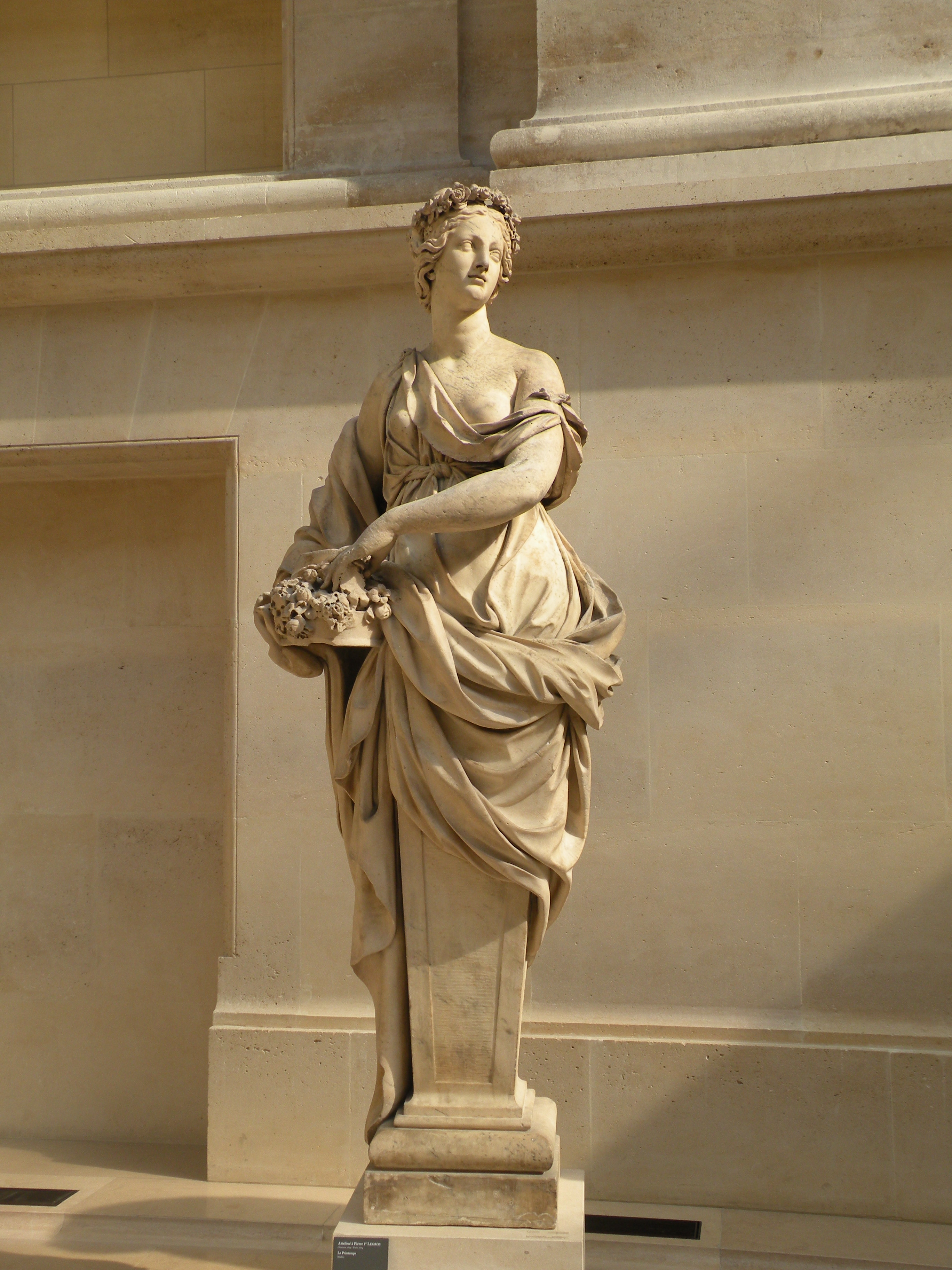
Le Printemps
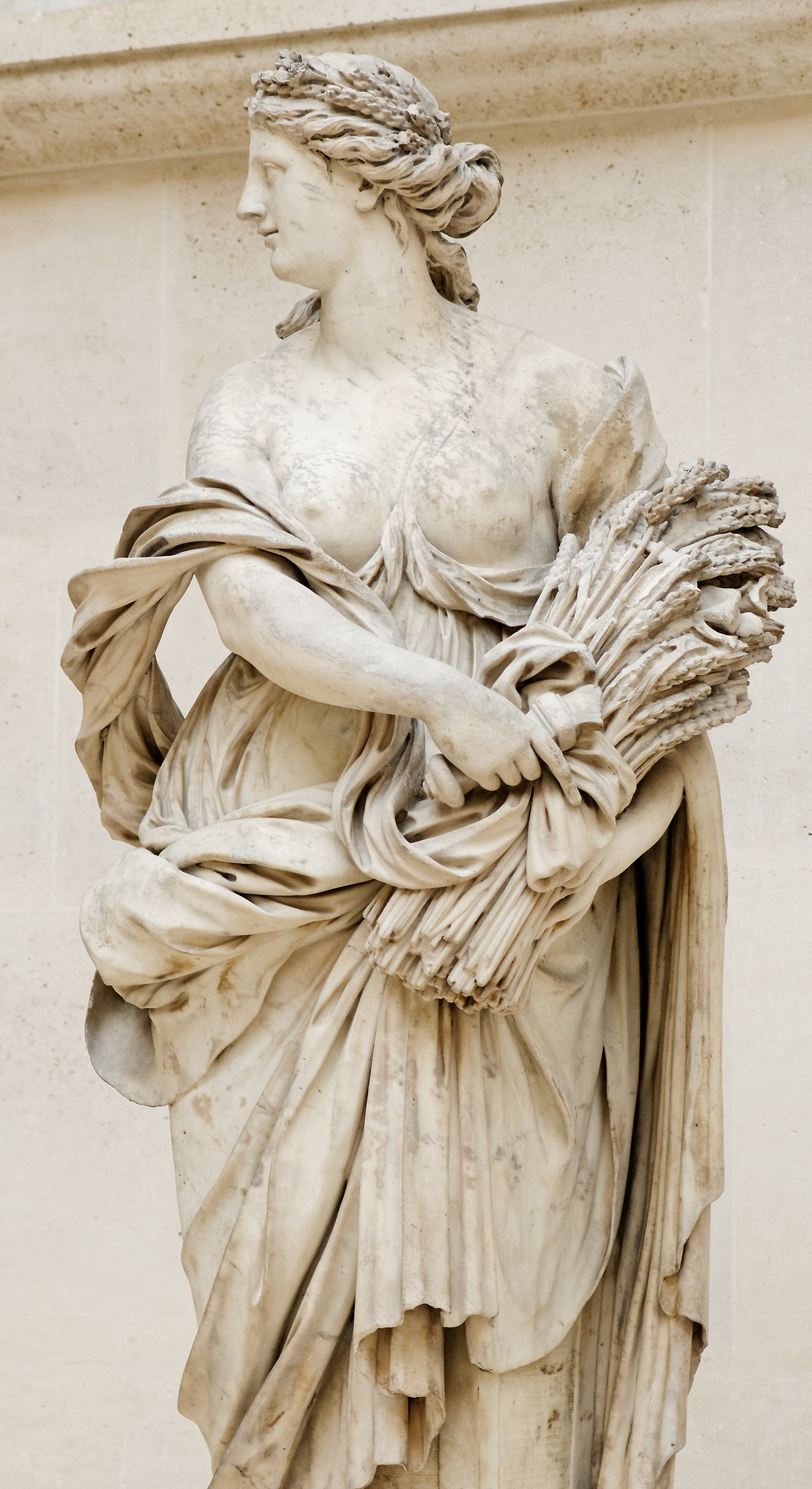
L'Été
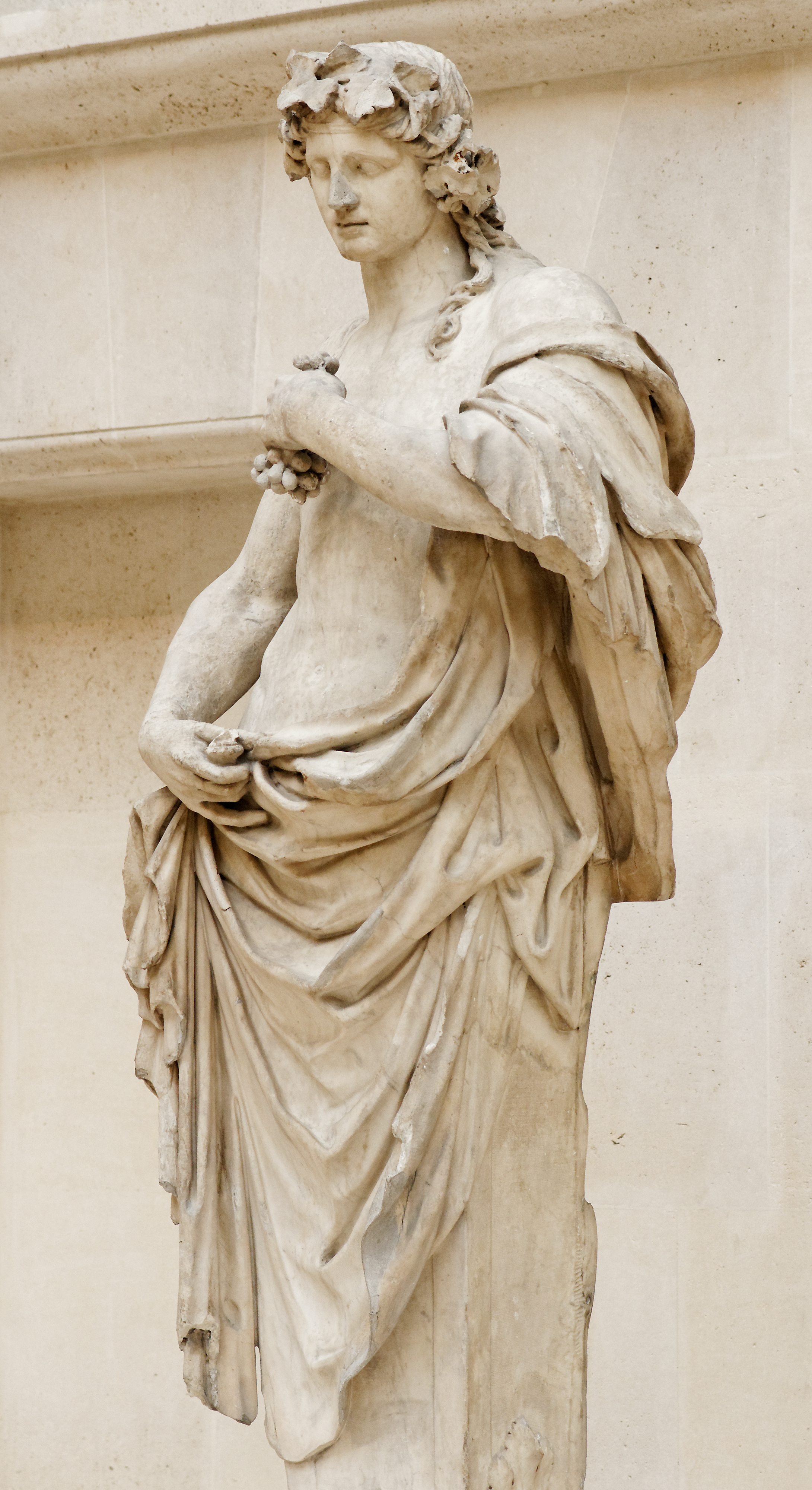
L'Automne
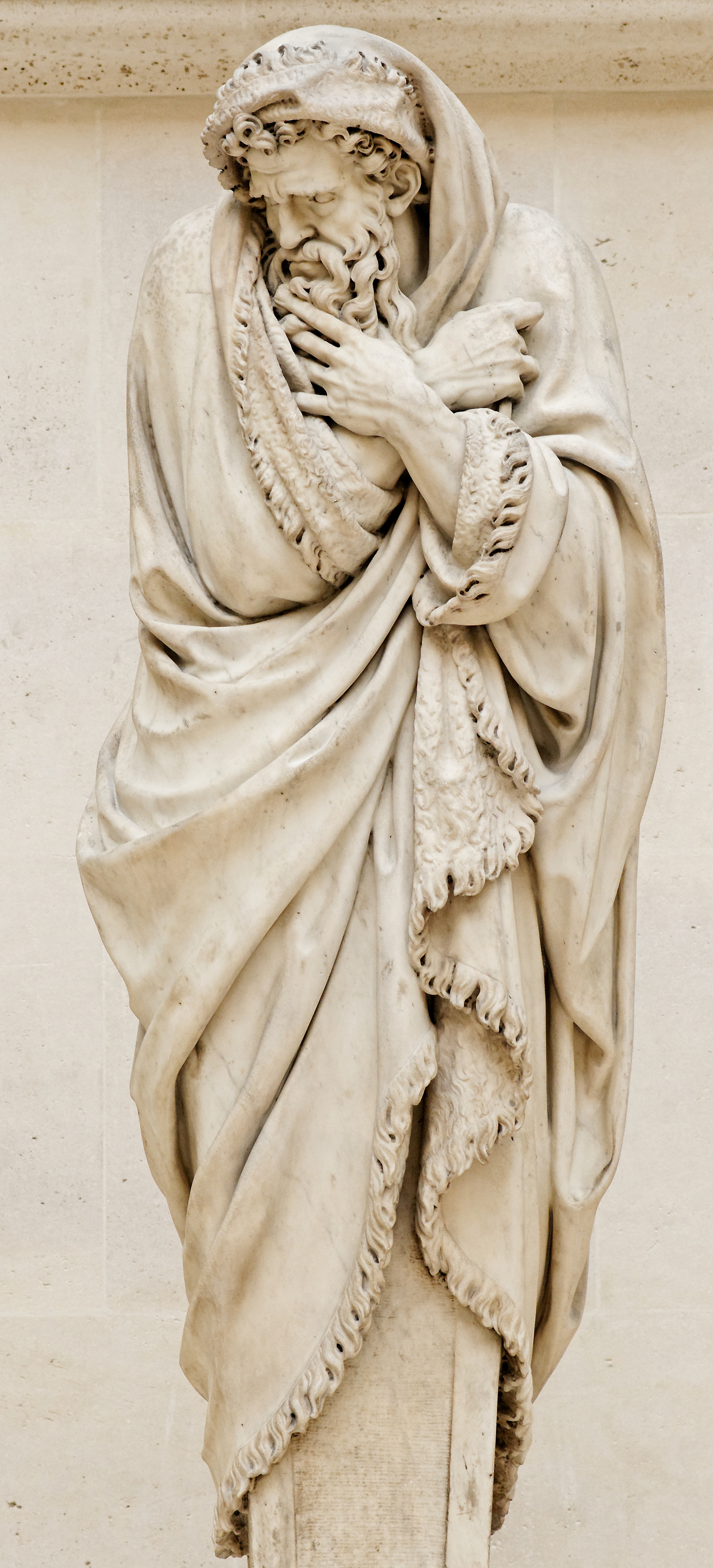
L'Hiver